# Tamayo Kawamoto
 (février 2023).
Si vous disposez d'ouvrages ou d'articles de référence ou si vous connaissez des sites web de qualité traitant du thème abordé ici, merci de compléter l'article en donnant les références utiles à sa vérifiabilité et en les liant à la section « Notes et références ».
 (février 2023).
La mise en forme du texte ne suit pas les recommandations de Wikipédia : il faut le « wikifier ».
Les points d'amélioration suivants sont les cas les plus fréquents. Le détail des points à revoir est peut-être précisé sur la page de discussion.
- Les titres sont pré-formatés par le logiciel. Ils ne sont ni en capitales, ni en gras.
- Le texte ne doit pas être écrit en capitales (les noms de famille non plus), ni en gras, ni en italique, ni en « petit »…
- Le gras n'est utilisé que pour surligner le titre de l'article dans l'introduction, une seule fois.
- L'italique est rarement utilisé : mots en langue étrangère, titres d'œuvres, noms de bateaux, etc.
- Les citations ne sont pas en italique mais en corps de texte normal. Elles sont entourées par des guillemets français : « et ».
- Les listes à puces sont à éviter, des paragraphes rédigés étant largement préférés. Les tableaux sont à réserver à la présentation de données structurées (résultats, etc.).
- Les appels de note de bas de page (petits chiffres en exposant, introduits par l'outil «  Source ») sont à placer entre la fin de phrase et le point final[comme ça].
- Les liens internes (vers d'autres articles de Wikipédia) sont à choisir avec parcimonie. Créez des liens vers des articles approfondissant le sujet. Les termes génériques sans rapport avec le sujet sont à éviter, ainsi que les répétitions de liens vers un même terme.
- Les liens externes sont à placer uniquement dans une section « Liens externes », à la fin de l'article. Ces liens sont à choisir avec parcimonie suivant les règles définies. Si un lien sert de source à l'article, son insertion dans le texte est à faire par les notes de bas de page.
- La présentation des références doit suivre les conventions bibliographiques. Il est recommandé d'utiliser les modèles {{Ouvrage}}, {{Chapitre}}, {{Article}}, {{Lien web}} et/ou {{Bibliographie}}. Le mode d'édition visuel peut mettre en forme automatiquement les références.
- Insérer une infobox (cadre d'informations à droite) n'est pas obligatoire pour parachever la mise en page.

Pour une aide détaillée, merci de consulter Aide:Wikification.
Si vous pensez que ces points ont été résolus, vous pouvez retirer ce bandeau et améliorer la mise en forme d'un autre article.
Tamayo Kawamoto (河本 圭代 ou かわもと たまよ), aussi connue sous le pseudonyme TAMAYO est une compositrice japonaise ayant auparavant travaillé pour Capcom,  qu'elle quitte en 1988, rejoignant Taito and devenant une membre de leur groupe interne, Zuntata. 
Elle rejoint plus tard le chanteur japonais Cyua pour former le groupe Betta Flash.

## Production musicale
SonSon (Arcade) (1984) (NOTE: Non créditée au générique).
Pirate Ship Higemaru (1984) (NOTE: Non créditée au générique)
Exed Exes (Arcade) (1985) (NOTE: Non créditée au générique)
Commando (Arcade) (1985) (NOTE: Non créditée au générique)
Section Z (Arcade) (1985) (NOTE: Non créditée au générique)
SonSon (NES) (1986) (NOTE: Non créditée au générique)
The Speed Rumbler (1986) (sous le pseudo Tamayan) (NOTE: Non créditée au générique, mais apparait dans la table des scores sous le nom Tamayo)
Legendary Wings (Arcade) (1986) (NOTE: Non créditée au générique)
Avengers (1987) -- Son et musique (créditée sous le nom Golden Tamayo)
Section Z (NES) (1987) -- Musique (sous le pseudo Kuwachan)
Black Tiger (Arcade) (1987) -- Son et musique (sous le pseudo Tamasan)
Tiger Road (Arcade) (1987) -- Un effet sonore (en tant que héros Yoe) (NOTE: A composé 7 pistes non spécifiées)
1943 Kai (Arcade) (1988) (NOTE: Non créditée)
Forgotten Worlds (Arcade) (1988) -- Son (sous le pseudo Tamasan)
Last Duel (Arcade) (1988) -- Musique et son (sous le pseudo Golden Tamayo)
Legendary Wings (NES) (1988) -- Programme sonore (sous le pseudo Tmayochan)
Ghouls 'n Ghosts (Arcade) (1988) (NOTE: Non créditée au générique)
Daimakaimura -G.S.M. Capcom 1- (CD) (1989) (sous le pseudo Tamatama)
Strider Hiryu -G.S.M. Capcom 2- (CD) (1989) (sous le pseudo Tamatama)
Marusa no Onna (1989)
Pang (1989) -- composition musicale (sous le pseudo Tamayo)
Maximo: Ghosts to Glory (2001) -- Musique des FMV